# Annalen der Physik
Annalen der Physik (nemško Anali fizike) je fizikalna znanstvena revija. Izhaja od leta 1790 in je tako najstarejša fizikalna revija na svetu.
Revija objavlja izvirne članke s področij eksperimentalne, teoretične, uporabne in matematične fizike ter sorodnih področij. Vsi članki so pred objavo strokovno pregledani in zrcalijo razvoj na različnih področjih fizike.
V zgodnjem 20. stoletju je revija izhajala v nemščini. Sedaj izhaja v angleščini.